# Barlou sočivo
Barlou sočivo (eng. Barlow lens) je vrsta sočiva koja se koristi u kombinaciji sa drugim sočivima u optičkim sistemimai povećava njegovu efektivnu žižnu daljinu. Barlou sočivo se zapravo sastoji iz više sočiva jer se tako smanjuje hromatska aberacija i dobija se čistija slika. Najčešće se koriste tri ili više spojena sočiva.

## Korišćenje

### Teleskopi
U astronomiji, Barlou sočiva se stavljaju pre okulara i služe za uvećanje slike. Rade tako što smanjuju žižnu daljinu okulara, a pošto je veličina slike određena količnikom žižne daljine teleskopa i okulara, smanjivanjem žižne daljine okulara dobija se veće uvećanje.
U zavisnosti koliko puta mogu da uvećaju sliku, postoji više vrsta barlou sočiva. Najčešće se koriste 2x i 3x Barlou, ali mogu se nabaviti i oni čije se uvećanje može podesiti.
Ustaljena je činjenica da što je neki objekat veći u vidnom polju, to je slika bolja. Ovo zapravo nije tačno. U praksi, kvalitet slike zavisi od kvaliteta optike i stanja neba.

### Mikroskopi
Barlou sočiva se takođe mogu staviti u mikroskop i time povećati korisno uvećanje. Najčešće se stavljaju ispred poslednjeg optičkog elementa. Standardna sočiva su 2x Barlou, 0.75 i 0.5 Barlou.